# Europeiska unionens regionalpolitik
Europeiska unionens regionalpolitik, även känd som sammanhållningspolitiken, är ett av Europeiska unionens befogenhetsområden. Den syftar till att upprätthålla ekonomisk, social och territoriell sammanhållning inom unionen genom att stödja utvecklingen i utsatta regioner. Målet är att på så sätt stimulera ekonomisk tillväxt, skapa fler jobb och öka livskvaliteten inom Europeiska unionen. Sammanhållningspolitiken inrättades genom europeiska enhetsakten den 1 juli 1987 som en motvikt till den inre marknadens öppna gränser.
En viktig del av regionalpolitiken är de europeiska struktur- och investeringsfonderna, särskilt Europeiska regionala utvecklingsfonden, Europeiska socialfonden och Sammanhållningsfonden, som alla stöder olika typer av investeringsprojekt för att uppnå regionalpolitikens syfte och mål.